# 非基督教化 (法国大革命时期)
法国大革命时期的非基督教化（Déchristianisation）是1793年（共和二年）发生的一场运动，是国民公会所施行的一系列政策所产生的结果，该运动为后来法国的世俗政治奠定基础。1793年至1794年间的运动内容涉及没收天主教会在法国的土地、权力和财产以至消灭天主教会及宗教本身。皮埃尔·加斯帕尔·肖梅特等主导了此次运动。